# Muzică ușoară
Muzica ușoară reprezintă un   gen muzical eterogen, adeseori definit prin raportare la alte genuri de muzică. În mod nejustificat, denumirea capătă, nu de puține ori, o tentă depreciativă. Muzica ușoară, fiind mai veche decât multe alte genuri promovate azi ca muzici de consum, suportă mai multe grade de deschidere în privința cronologiei, dar în sens general se vorbește în ziua de astăzi de muzica creată începând cu a doua jumătate a secolului XX. Genul este o rudă apropiată a soft rockului.

## Echivalente în alte limbi
Sintagma nu are un corespondent precis în limbile de mare circulație, iar acolo unde există sintagme similare, înțelesul lor poate să difere. „Echivalările” oferite cel mai des expresiei românești sunt franțuzescul musique légère și sintagma englezească easy listening (care s-a răspândit și în alte limbi - de exemplu, în germană). În cazul limbii engleze, atributele muzicii ușoare sunt împărțite între subgenurile music-hall, light music, beautiful music ș.a., astfel încât o relație de echivalență precisă nu poate fi stabilită. Totuși, mergând pe criteriul limbii, nu se poate conchide că muzica ușoară există numai în România (cu toate că, sintagma fiind autohtonă, vom stabili muzica ușoară românească ca prim reper de comparație), ci este și situația altor culturi (de pildă, cea italiană) care se apropie într-o măsură semnificativă de stilistica dată. Asemănarea muzicii ușoare românești cu cea franceză, italiană ș.a.m.d. se justifică în primul rând ca un număr de influențe exercitate din afară. (De pildă, o contribuție însemnată în anii șaizeci au avut-o turiștii străini, veniți din toată Europa pe litoralul românesc al Mării Negre. Fie melomani care aduceau cu ei înregistrări la modă în țara lor, fie interpreți străini care susțineau concerte, astfel de surse erau de mare interes pentru artiștii români, angajați pe timpul verii la restaurantele de pe litoral.)

## Semnificații
Muzica ușoară, în conștiința publicului actual, își are rădăcinile situate nu mai devreme de anii 1950. În consecință, cadrul ei este determinat prin opoziție cu alte genuri ale muzicii de consum (muzica rock, chiar și pop), în funcție de context. Uneori, ea este prezentată ca însumarea tuturor acestor genuri și pusă în opoziție cu muzica de factură cultă.

## Istoric

### Cultura europeană timpurie
Mai sus s-a arătat de ce muzica ușoară românească va fi folosită ca punct de pornire pentru a urmări granițele – și așa, dificil de trasat, ale – genului privit din perspectiva mondială, pe parcursul evoluției ei. Originile nu pot fi delimitate cu claritate, dat fiind că Europa a avut dintotdeauna un fond al muzicii maselor. Grecia antică consemnează apariția modului lidic (lydisti, echivalent ca scară cu ionicul medieval și cu majorul natural), specific muzicii tinerilor și privit de învățați ca un sacrilegiu, temei al unei muzici decadente. Evul mediu european înfățișează o muzică disciplinată, severă, de origine savantă, care se lasă treptat inspirată de practicile muzicii din popor, împrumutându-i speciile de scurtă durată, modelul de cânt vocal, muzica instrumentală și orchestrația specifică. O dată cu deschiderea făcută de Renaștere, muzica maselor și muzica cultă se apropie mai mult stilistic.

### Muzica poporului și muzica cultă europeană
Din baroc (primă epocă a tonalității, desemnând cel mai „firesc” sistem sonor utilizat și astăzi), creatorii culți se inspiră frecvent din dansurile practicate de popor. Cazul cel mai ilustrativ este cel al suitelor de dansuri baroce, care pornesc de la dansuri populare, caracteristicile metrice și agogice (tempo), păstrându-se ca atare într-o primă etapă (amintim ciacona, giga, sarabanda, menuetul). În timp ce menuetul face deliciul secolului XVIII, secolul XIX va prelua un nou dans popular în trei timpi, valsul.
Până în secolul XIX, muzica savantă se apropie și depărtează de publicul simplu în câteva ocazii succesive; Romantismul târziu reprezintă desprinderea de ascultătorul neinițiat, prin continua intelectualizare a limbajului muzical (și părăsirea tonalității pentru alte sisteme, create artificial sau pe modelul altor tradiții muzicale); consonanțele pierd numeric în fața disonanțelor. Drept mărturie actuală a procesului în cauză stă așa-numita „muzică contemporană”, foarte pretențioasă cu ascultătorii ei, adesea disonantă și neatrăgătoare la primul nivel de lectură.

## România

#### Începuturi
Situația prezentată este, totuși, tipică Occidentului european; până la formarea „Școlilor naționale” în nordul și estul Europei, lucrurile s-au desfășurat aici într-un regim mai lent. Demarcația muzicii create de popor de tendințele muzicii culte este cu atât mai evidentă. Românii nu resimt influențele culturii vestice într-o prea mare măsură (Transilvania traversează o quasi-Renaștere târzie, unde intră și elemente de baroc), iar muzica păstrează până la jumătatea secolului XIX sonorități orientale, atât în muzica de cult (de rit bizantin), dar și în cultura populară. În ultimele decenii ale secolului XIX sunt importate tot mai multe elemente ale culturii muzicale vestice, dintre care cele adresate oamenilor lipsiți de pregătire muzicală au mult mai multă trecere (o școală muzicală națională nu exista încă, compozitorii fiind atrași de studiile și practicile din Vest). Pătrunde romanța, ca monodie acompaniată de pian ori chitară, rudă îndepărtată a lied-ului. Romanța s-a păstrat până astăzi, dar popularitatea ei a scăzut simțitor în a doua jumătate a secolului XX.
Primii compozitori români de romanțe și valsuri (D.G. Florescu, Guilelm Șorban) atestă existența unei muzici ușoare după 1850. Cunoscând însă notații și compoziții laice semnate de Anton Pann și alți precursori ai generației 1848, se pune problema de ce nu vor fi ele, de asemenea, încadrate drept muzică ușoară. Explicația vine pe calea unei tradiții a jurnaliștilor și criticilor de muzică, în viziunea cărora nu intră compozitori români mai timpurii decât creatorii primelor romanțe. Un alt aspect al acestei convenții este, însă, recunoașterea unor influențe importante din Occident, foarte pregnante la acea vreme. Mai târziu ele vor porni pe un făgaș propriu, astfel încât influențele timpurii ajung irecognoscibile în deceniile șase-șapte ale secolului XX).

#### Perioada interbelică
Dacă prima „vârstă” a muzicii ușoare românești aduce cu alte creații din vestul Europei, iar apartenența la genul muzical studiat este discutabilă, secolul XX aduce mai multă originalitate pe partea de compoziție. Totuși, ambiția de a fi mereu „în vogă” obligă muzica ușoară românească să parcurgă, măcar formal (pentru că rezultatele sunt destul de diferite, din pricina deficiențelor tehnice, bănești și, nu în ultimul rând, a concentrării pe alte interese), unii pași adoptați în Vest (mulți, din cele două Americi).
Astfel, se importă tangoul (în Europa) în anii douăzeci; la români, compozitorii studiază forma, inițial plagiază (este cazul celebrului Zaraza, reprodus după un tango uruguayan al compozitorul Benjamin Tagle Lara) și apoi scriu tangouri noi, pe versuri în limba română. Îi amintim pe compozitorii Ionel Fernic și Ion Vasilescu, ale căror tangouri au fost interpretate de cântăreții Cristian Vasile, Jean Moscopol, Gion ș.a.
Alte noutăți apărute în muzica ușoară, preluate și de muzicienii români, includ împrumuturile din muzica de jazz – începând cu dansurile de societate (foxtrot, Charleston) și cu adoptarea instrumentației specifice (contrabas, slide guitar, banjo – instrumentul lui Jean Moscopol). Fără a trimite la jazz, unii cântăreți români practică improvizația, inventând pe loc melodii și versuri (renumit este cazul lui Alfred Pagoni-Fredon, grec la origine); se practică mult „fluieratul artistic”. În mod obișnuit, cântăreții sunt fideli unui local pentru un număr de ani.
Dacă în Occident tangoul se bucură de mai puțin succes, în România va rămâne la modă până la începutul celui de Al Doilea Război Mondial. Perioada interbelică în Occident cuprinde musical-uri, music-hall-ul, primii interpreți europeni de swing jazz (între care, chitaristul Django Reinhardt). Viziunile mai conservatoare vor determina înflorirea noului „lied” englez, a șansonetei și a valsului la acordeon (musette), ambele franțuzești, a canțonetei italiene – ele depășesc hotarele țării lor și rămân imortalizate prin înregistrări sonore și filme (celebrul Sous les toits de Paris, 1930, în regia lui René Clair).

#### După război
La încheierea celui de Al Doilea Război Mondial, situația politică a românilor se schimbă foarte mult, prin instalarea regimului socialist. Modelul de viață occidental este cenzurat și deformat în interes politic de către noile autorități, folosind mijloace diverse. Ca urmare, viața muzicală românească se desprinde de Vest și începe o evoluție distinctă, în legătură tot mai slabă cu cele petrecute dincolo de Cortina de Fier. Prin urmare, dacă înainte de război se putea vorbi de muzică ușoară în Europa sau chiar America, după anii patruzeci nu vor mai exista decât suprapuneri pe termen scurt (unde calitatea produselor românești are de pierdut din lipsa de interes a autorităților, ba chiar artiștii fiind uneori oprimați).
În anii cincizeci, proletcultismul își face simțită prezența puternic în toate manifestările de artă, inclusiv în muzica ușoară. Totuși, se apelează la jazz-ul vocal, comercial, ocazie care introduce atât elemente demodate (acompanierea unui solist cu bigband în stil swing), dar și mult mai recentele ritmuri de jazz latin (bossa nova braziliană, dar și cele de inspirație afro-cubană – de exemplu, rumba În Cuba a compozitorului Edmond Deda, interpretată de Roxana Matei).
Deceniul 1960 aduce în primii săi ani muzica rock, iar de la jumătatea deceniului începe mișcarea underground, asociată noii muzici. Rock-ul ajunge în opoziție cu muzica ușoară, atât stilistic, dar și prin ideologia promovată. (Trebuie reamintit faptul că muzica rock s-a numit pentru multă vreme, aproximativ până la jumătatea anilor șaptezeci, muzică a „formațiilor de chitare electrice”.)
Numele câtorva interpreți de muzică ușoară românească de după cel de-al doilea război mondial, Aurelian Andreescu, Elena Cârstea, Corina Chiriac, Mirabela Dauer, Stela Enache, Luigi Ionescu, Horia Moculescu, Margareta Pâslaru, Gică Petrescu, Angela Similea, Dan Spătaru, Aura Urziceanu. Pentru începuturile anilor șaizeci, un nume semnificativ este cel al trioului fraților Grigoriu, unii dintre primii artiști români de muzică ușoară care au adoptat elemente de sintaxă rock în muzica lor (de altfel, și una dintre primele formații de rock'n'roll din România). Între compozitorii mai apreciați se pot aminti Florin Bogardo, Cornel Fugaru, George Grigoriu (unul dintre cei trei frați amintiți), Nicolae Kirculescu, Margareta Pâslaru, Temistocle Popa, Radu Șerban, Marius Țeicu.

## Muzica ușoară astăzi
Respectând limitarea determinată de terminologia limbii române (față de limbile în care s-a cântat muzică ușoară: franceză, italiană ș.a.), nu se poate vorbi despre dezvoltarea acestui gen peste hotarele României în ultimii ani altfel decât făcând referire la muzicienii din generația anilor 1950-1970 (deja din anii optzeci, bariera culturală impusă de regimul politic din România are ca efect o desincronizare între muzica românească și cea străină; prin urmare, evoluția care nu a mai putut fi imitată în România va fi apanajul muzicii pop). O parte din acești interpreți și compozitori s-au retras din activitatea muzicală, în vreme ce alții s-au reorientat către alte genuri muzicale, cel mai adesea spre muzica pop. De aceea, muzica ușoară în context internațional este un gen practic dispărut.

#### În România
În accepțiunea actuală, muzica ușoară continuă să fie înregistrată și ascultată astăzi; interpreții rămân și aici cei reprezentativi pentru anii optzeci, șaptezeci, (mai rar) șaizeci. Muzicienii tineri, având și un stil foarte diferit, consideră că aparțin de muzica pop, nu ușoară. Se marchează, în acest fel, o delimitare între generații.
În ce privește muzica ușoară mai veche (denumită „clasică” de postul de radio online radio3net), din anii nouăzeci se manifestă un interes sporit pentru atmosfera României interbelice, în special a „Micului Paris” (poreclă dată în epocă Bucureștiului) – casa celor mai cunoscuți compozitori și interpreți de muzică ușoară ai vremii.

## Un alt punct de vedere
Unii autori, îndeosebi cei cu pregătire făcută în școlile de muzică, tind să confere noțiunii de „muzică ușoară” o accepțiune mult lărgită. Mai exact, prin ea se înțelege totalitatea genurilor de muzică de consum apărute de la jumătatea secolului XX, adică: rock, pop, rap, disco, folk ș.a., toate puse în contrast cu muzica de factură cultă. Raționamentul respectivilor autori amplasează muzicile de consum în dreptul culturii populare, susținând că îi sunt proprii unele dintre caracteristicile ei:
- funcționalitatea - muzica e scrisă pentru a acompania activități ale societății – muzica de dans este cel mai bun exemplu; formarea unor grupuri de opinii în jurul unui stil sau gen muzical anume (de exemplu, „rapperi”, „punkeri” ș.a.)
- caracterul colectiv – muzicile de consum sunt scrise în unele cazuri de mai mulți autori, în colaborare. Formațiile muzicale cu componență mică (de muzică rock, pop, rap etc.) au deseori mai mulți membri compozitori. Un exemplu celebru este duetul componistic Lennon-McCartney, în cadrul formației The Beatles.
- caracterul oral se manifestă parțial – există, totuși, unele sisteme de notare a muzicii. Liviu Dănceanu reclamă lipsa unui sistem precis și universal valabil. Deși s-au făcut mai multe astfel de încercări, nu au reușit să se impună decât local (de exemplu, importanța tot mai mare a tabulaturii de chitară și nu numai, începând cu anii șaptezeci). Imposibilitatea adoptării unui sistem de notare sinoptic (din care să se poată deduce cea mai mare parte a informației muzicale), așa cum este notația cu portative, este pricinuită de lipsa, fie a interesului, fie a cunoștințelor teoretice suficiente din partea celor mai mulți muzicieni.
- sincretism – din rațiuni comerciale, muzicile de consum sunt, cel mai adesea, muzici cu text, însoțite de videoclipuri care să sporească atractivitatea sau să „estompeze” stângăciile din producția finală a piesei muzicale. În cazul unor melodii de mare popularitate, sunt lansate și dansuri specifice (de exemplu, piesa Macarena a formației Los del Río).

#### Cărți
- Ionescu, Doru (2005). Timpul chitarelor electrice. Jurnal de călătorie în arhiva TVR, vol. 1, Editura Humanitas Educațional, București. ISBN 973-689-064-3

#### Articole
- Mânzatu, Ion (1975). Film bucureștean, articol publicat în „Revista Scriitorilor Români”, nr. 13/1975, München
- Artele la 1848 – pictura, arhitectura, muzica, articol publicat pe site-ul referatele.com
- Șlagăre nemuritoare, de ieri, de azi, dintotdeauna Arhivat în 17 octombrie 2007, la Wayback Machine., articol semnat de către Dana Andronie și Dana Cobuz în „Jurnalul Național” (20 august 2007)
- Marile slagare[nefuncțională]
, 31 iulie 2006, Catalina Iancu, Jurnalul Național
- Fabrica de slagare[nefuncțională]
, 25 octombrie 2004, Adrian Vaduva, Jurnalul Național

#### Cursuri
- Dănceanu Liviu (din 2006). Cursuri de istoria muzicii, susținute la Universitatea Națională de Muzică din București
- Tiberian Mircea (din 2006). Cursuri de jazz, susținute la Universitatea Națională de Muzică din București